# Jacoby (bridge)
Le Jacoby transfer (anche chiamate piccole Texas) sono una diffusa convenzione del gioco del bridge. In risposta all'apertura di 1NT del compagno si sottodichiara un proprio seme lungo per farlo dichiarare dall'apertore in modo da giocare l'eventuale mano a colore dalla parte con la maggior forza onori. Il rispondente, se ha una mano debole 0-7 po dichiara 2♦ se ha 5c♥, 2♥ se ha 5c♠, 2♠ se ha 6c♣ e 2NT se ha 6c♦. La risposta è forzante per 1 giro e l'apertore è normalmente dichiara il seme richiesto.

## Storia
Originariamente descritte dallo svedese Olle Willner negli anni 1950, le transfer furono divulgate da un articolo di Oswald Jacoby nel 1956 e da allora universalmente utilizzate.

## Apertura
- | 1NT | 15-17 po | BIL | 4.3.3.3 - 4.4.3.2 - 5.3.3.2 |
| --- | -------- | --- | --------------------------- |

## Risposte
| 1NT | P | ? |
| --- | - | - |

Le transfer verso i nobili (2♦ → 2♥ e 2♥ → 2♠) sono universali, mentre le transfer verso i minori (2♠ → 3♣ e 2NT → 3♦) sono specifiche della quinta italiana.
| 2♦ | 0-7 po | Con 5c♥ chiede all'apertore di dichiarare 2♥ |
| -- | ------ | -------------------------------------------- |

| 2♥ | 0-7 po | Con 5c♠ chiede all'apertore di dichiarare 2♠ |
| -- | ------ | -------------------------------------------- |

| 2♠ | 0-8 po | Con 6c♣ chiede all'apertore di dichiarare 3♣ |
| -- | ------ | -------------------------------------------- |

| 2NT | 0-8 po | Con 6c♦ chiede all'apertore di dichiarare 3♦ |
| --- | ------ | -------------------------------------------- |

## Ridichiarazione dell'apertore
- Il rispondente è il capitano della coppia, essendo quello che ha le maggiori informazioni[1]. L'apertore è obbligato a riparlare.
- La normale accettazione del seme richiesto dal compagno viene effettuata anche due o tre carte nel seme (il compagno ne garantisce almeno cinque).
- Se l'apertore ha quattro carte nel seme indicato, e quindi un fit di 9 carte, oppure il punteggio massimo, può licitare ad un livello superiore a quello richiesto con una superaccettazione.
- Nei nobili si effettua licitando nel colore ad un livello immediatamente superiore a quello necessario.
- Nei minori si effettua licitando nel sottocolore richiesto.

### Cuori
| 1NT | P | 2♦ | P | ? |
| --- | - | -- | - | - |

| 2♥ | 15-17 po | 3-c♥ | 3-c♥ |
| -- | -------- | ---- | ---- |

| 3♥ | 17 po | 3c♥ | 3c♥ |
| -- | ----- | --- | --- |

| 2NT | 17 po | Con 3c♥ e 2 onori maggiori oppure con 4c♥ |
| --- | ----- | ----------------------------------------- |

| 4♥ | 15-17 po | 5c♥ | Con un fit di 10c♥ si chiude a manche. |
| -- | -------- | --- | -------------------------------------- |

### Picche
| 1NT | P | 2♥ | P | ? |
| --- | - | -- | - | - |

| 2♠ | 15-17 po | 3-c♠ | 3-c♠ |
| -- | -------- | ---- | ---- |

| 3♠ | 17 po | 3c♠ | 3c♠ |
| -- | ----- | --- | --- |

| 2NT | 17 po | Con 3c♠ e 2 onori maggiori oppure con 4c♠ |
| --- | ----- | ----------------------------------------- |

| 4♠ | 15-17 po | 5c♠ | Con un fit di 10c♠ si chiude a manche. |
| -- | -------- | --- | -------------------------------------- |

### Fiori
| 1NT | P | 2♠ | P | ? |
| --- | - | -- | - | - |

| 3♣ | 15-17 po | 3-c♣ | 3-c♣ |
| -- | -------- | ---- | ---- |

| 2NT | 17 po | 4+c♣ |
| --- | ----- | ---- |

### Quadri
| 1NT | P | 2NT | P | ? |
| --- | - | --- | - | - |

| 3♦ | 15-17 po | 3-c♦ | 3-c♦ |
| -- | -------- | ---- | ---- |

| 3♣ | 17 po | 4+c♦ |
| -- | ----- | ---- |